# Vännäs (comuna)
Vännäs (em sueco: Vännäs kommun) é uma comuna da Suécia localizada no condado de Bótnia Ocidental. Sua capital é a cidade de Vännäs. Possui 529 quilômetros quadrados e segundo censo de 2018, havia 8 785 habitantes.